# Poker Face (serie de televisión)
Poker Face es una serie de televisión estadounidense, creada por Rian Johnson para el servicio en streaming, Peacock. Es una comedia dramática de misterio. Su protagonista y productora ejecutiva es Natasha Lyonne. Peacock anunció la serie en marzo de 2021, con Lyonne en el reparto y Johnson como director. Además, Nora y Lilla Zuckerman fueron nombradas como co-showrunners.
La serie, que ha recibido grandes elogios por la crítica, se estrenó el 26 de enero de 2023. En febrero, fue renovada por Peacock para una segunda temporada.

## Sinopsis
Es una serie de misterio y asesinatos que presenta un caso en cada episodio. Cada capítulo adopta el formato "howcatchem" (historia invertida de detectives) popularizado por la serie de televisión, Columbo.
La serie gira en torno a Charlie Cale, una trabajadora de un casino con una habilidad innata para detectar mentiras, que viaja por Estados Unidos huyendo del jefe de un casino tras una muerte sospechosa. Por el camino, se encuentra con personajes pintorescos y resuelve homicidios en diversos escenarios.

## Elenco y personajes

### Protagonista
- Natasha Lyonne como Charlie Cale.

### Recurrente
- Benjamin Bratt como Cliff LeGrand.[8] (temporadas 1-2)
- Rhea Perlman como Beatrix Hasp, rival de Sterling Frost Sr. (temporada 2, invitada 1)

### Invitado
| Temporada 1 - Adrien Brody como Sterling Frost Jr. - Hong Chau como Marge. - Megan Suri como Sara. - Colton Ryan como Jed. - John Ratzenberger como Abe. - Brandon Micheal Hall como Damian. - Chelsea Frei como Dana. - Lil Rel Howery como Taffy Boyle. - Danielle Macdonald como Mandy Boyle. - Shane Paul McGhie como Austin / Hanky T. Pickins. - Larry Brown como George Boyle. - Dascha Polanco como Natalie. - Noah Segan como Sheriff Parker. - Chloë Sevigny como Ruby Ruin. - Nicholas Cirillo como Gavin. - Chuck Cooper como Deuteronomy. - John Darnielle como Al. - G.K. Umeh como Eskie. - John Hodgman como Dockers. - Judith Light como Irene. - S. Epatha Merkerson como Joyce. - K Callan como Betty. - Reed Birney como Ben / Gabriel. - Simon Helberg como Luca Clark. - Ellen Barkin como Kathleen Townsend. - Tim Meadows como Michael Graves. - Audrey Corsa como Rebecca. - Jameela Jamil como Ava. - Jack Alcott como Randy. - Nick Nolte como Arthur. - Cherry Jones como Laura. - Luis Guzmán como Raoul. - Rowan Blanchard como Lily. - Tim Russ como Max. - Joseph Gordon-Levitt como Trey Nelson. - Stephanie Hsu como Mortimer Berristein. - David Castañeda como Jimmy Silva. - Clea DuVall como Emily Cale. - Ron Perlman como Sterling Frost Sr. Temporada 2 - Cynthia Erivo como las hermanas Kazinsky. - Jin Ha como Paul Fletcher, abogado de familia. - Giancarlo Esposito como Fred Finch, director de una funeraria. - Katie Holmes como Greta, mujer de Fred. - Kevin Corrigan como Tommy Sullivan. | - John Mulaney como Daniel "Danny" Clyde-Otis, agente del FBI. - Richard Kind como Jeffrey Hasp, marido de Beatrix Hasp. - Chris Bauer como Hooper, un investigador. - Gaby Hoffmann como Fran Lamont, un oficial de policía. - Kumail Nanjiani como Joseph "Gator Joe" Pilson, un oficial de policía. - John Sayles como Chief Hal, un oficial de policía. - Simon Rex como "Rocket" Russ Waddell, un jugador de balonmano. - Brandon Perea como Felix Domingo, un jugador de balonmano. - Gil Birmingham como Skip, un mecenas del equipo, Cheesemongers. - Carol Kane como Lucille, nieta de Hiram Lubinski. - Ego Nwodim como Gilda Deacon, un comentarista deportivo. - B. J. Novak como Hiram Lubinski, la creadora de Velvety Canned Cheese. - Noah Segan como Lew Dundee, entrenadora de Cheesemongers. - Eva Jade Halford como Stephanie Pearce. - Callum Vinson como Elijah Turner. - David Krumholtz como JB Turner. - Margo Martindale como Dr. Hamm, directora del colegio. - Sam Richardson como Kendall Hines. - Corey Hawkins como Bill Jackson. - James Ransone como Juice. - Geraldine Viswanathan como Jenny. - Melanie Lynskey como Regina "Reggie" Galvary. - John Cho como Guy. - Awkwafina como Madeline "Maddy" St. Marie. - Alia Shawkat como Amelia Peek/Kate Forster. - Lauren Tom como Anne St. Marie. - David Alan Grier como Otto. - Myra Lucretia Taylor como Noreen. - Cliff "Method Man" Smith como Frank "Brick" Bricatino. - Jason Ritter como Rodney Schomburg. - Natasha Leggero como Lily Bricatino. - Justin Theroux como Todd Tolocci. - Lili Taylor como una agente del FBI. - Haley Joel Osment como Kirby Kowalczyk. - Taylor Schilling como la agente del FBI, Annie Milligan. |

## Temporadas
| Temporada | Temporada | Episodios | Episodios | Emisión original    | Emisión original    |
| Temporada | Temporada | Episodios | Episodios | Primera emisión     | Última emisión      |
| --------- | --------- | --------- | --------- | ------------------- | ------------------- |
|           | 1         | 10        | 10        | 26 de enero de 2023 | 9 de marzo de 2023  |
|           | 2         | 12        | 12        | 8 de mayo de 2025   | 10 de julio de 2025 |

### Temporada 1 (2023)
| N.º en serie                                                                                               | N.º en temp. | Título                                              | Dirigido por      | Escrito por                                               | Fecha de emisión original |
| --- | ------------ | --------------------------------------------------- | ----------------- | --------------------------------------------------------- | ------------------------- |
| 1 | 1            | «Dead Man's Hand» «La mano del muerto»              | Rian Johnson      | Rian Johnson                                              | 26 de enero de 2023       |
| Invitado: Adrien Brody, Benjamin Bratt, Dascha Polanco, Noah Segan y Ron Perlman.                          |              |                                                     |                   |                                                           |                           |
| 2 | 2            | «The Night Shift» «Turno de noche»                  | Rian Johnson      | Alice Ju                                                  | 26 de enero de 2023       |
| Invitado: Benjamin Bratt, Colton Ryan, Megan Suri, Brandon Micheal Hall, John Ratzenberger y Hong Chau.    |              |                                                     |                   |                                                           |                           |
| 3 | 3            | «The Stall» «El puesto»                             | Iain B. MacDonald | Wyatt Cain                                                | 26 de enero de 2023       |
| Invitado: Lil Rel Howery, Danielle Macdonald, Larry Brown y Shane Paul McGhie.                             |              |                                                     |                   |                                                           |                           |
| 4 | 4            | «Rest in Metal» «Descanse en metal»                 | Tiffany Johnson   | Christine Boylan                                          | 26 de enero de 2023       |
| Invitado: Chloe Sevigny, Benjamin Bratt, Nicholas Cirillo, Chuck Cooper, John Darnielle y John Hodgman.    |              |                                                     |                   |                                                           |                           |
| 5 | 5            | «Time of the Monkey» «La hora del mono»             | Lucky McKee       | Wyatt Cain y Charlie Peppers                              | 2 de febrero de 2023      |
| Invitado: Judith Light, S. Epatha Merkerson, K Callan, Reed Birney, Simon Helberg, y Darius Fraser         |              |                                                     |                   |                                                           |                           |
| 6 | 6            | «Exit Stage Death» «Muerte en el escenario»         | Ben Sinclair      | Chris Downey                                              | 9 de febrero de 2023      |
| Invitado: Ellen Barkin, Tim Meadows, Audrey Corsa, Jameela Jamil, Niall Cunningham y Chris McKinney        |              |                                                     |                   |                                                           |                           |
| 7 | 7            | «The Future of the Sport» «El futuro del deporte»   | Iain B. MacDonald | Historia de: Joe Lawson y CS Fischer Guion de: Joe Lawson | 16 de febrero de 2023     |
| Invitado: Tim Blake Nelson, Charles Melton, Leslie Silva, Angel Desai, Jasmine Aiyana Garvin y Jack Alcott |              |                                                     |                   |                                                           |                           |
| 8 | 8            | «The Orpheus Syndrome» «El síndrome de Orfeo»       | Natasha Lyonne    | Natasha Lyonne y Alice Ju                                 | 23 de febrero de 2023     |
| Invitado: Nick Nolte, Cherry Jones, Luis Guzmán, Rowan Blanchard y Tim Russ                                |              |                                                     |                   |                                                           |                           |
| 9 | 9            | «Escape from Shit Mountain» «El motel de la muerte» | Rian Johnson      | Nora Zuckerman y Lilla Zuckerman                          | 2 de marzo de 2023        |
| Invitado: Joseph Gordon-Levitt, David Castañeda y Stephanie Hsu.                                           |              |                                                     |                   |                                                           |                           |
| 10 | 10           | «The Hook» «El gancho»                              | Janicza Bravo     | Rian Johnson                                              | 9 de marzo de 2023        |
| Invitado: Ron Perlman, Simon Helberg, Clea DuVall y Rhea Perlman.                                          |              |                                                     |                   |                                                           |                           |

### Temporada 2 (2025)
| N.º en serie | N.º en temp. | Título                     | Dirigido por   | Escrito por               | Fecha de emisión original |
| --- | ------------ | -------------------------- | -------------- | ------------------------- | ------------------------- |
| 11 | 1            | «The Game is a Foot»       | Rian Johnson   | Laura Deeley              | 8 de mayo de 2025         |
| Invitado: Cynthia Erivo, Jin Ha, Jasmine Guy y Anthony DeSando.                                                                       |              |                            |                |                           |                           |
| 12 | 2            | «Last Looks»               | Natasha Lyonne | Alice Ju & Natasha Lyonne | 8 de mayo de 2025         |
| Invitado: Giancarlo Esposito, Kevin Corrigan, Katie Holmes, Kathrine Narducci y Sherry Cola.                                          |              |                            |                |                           |                           |
| 13 | 3            | «Whack-A-Mole»             | Miguel Arteta  | Wyatt Cain                | 8 de mayo de 2025         |
| Invitado: John Mulaney, Richard Kind, Chris Bauer, Simon Helberg, RJ Brown y Gregg Bello.                                             |              |                            |                |                           |                           |
| 14 | 4            | «The Taste of Human Blood» | Lucky McKee    | Wyatt Cain                | 15 de mayo de 2025        |
| Invitado: Gaby Hoffmann, Kumail Nanjiani, Steve Buscemi, Shiloh Fernandez, John Sayles y Matt Passmore.                               |              |                            |                |                           |                           |
| 15 | 5            | «Hometown Hero»            | John Dahl      | Tony Tost                 | 22 de mayo de 2025        |
| Invitado: Simon Rex, Brandon Perea, Steve Buscemi, Gil Birmingham, Carol Kane, Ego Nwodim, B. J. Novak, Noah Segan y Ruffin Prentiss. |              |                            |                |                           |                           |
| 16 | 6            | «Sloppy Joseph»            | Adam Arkin     | Kate Thulin               | 29 de mayo de 2025        |
| Invitado: Eva Jade Halford, Callum Vinson, David Krumholtz y Margo Martindale.                                                        |              |                            |                |                           |                           |
| 17 | 7            | «One Last Job»             | Adam Arkin     | Taofik Kolade             | 5 de junio de 2025        |
| Invitado: Sam Richardson, Corey Hawkins, James Ransone, Geraldine Viswanathan, Abena, Grasie Mercedes y Jordan Dean.                  |              |                            |                |                           |                           |
| 18 | 8            | «The Sleazy Georgian»      | Mimi Cave      | Megan Amram               | 12 de junio de 2025       |
| Invitado: Melanie Lynskey, John Cho, Brendan Sexton III, Joel Marsh Garland, GaTa y Eric Satterberg                                   |              |                            |                |                           |                           |
| 19 | 9            | «A New Lease On Death»     | Adamma Ebo     | Tea Ho y Wyatt Cain       | 19 de junio de 2025       |
| Invitado: Awkwafina, Alia Shawkat, Lauren Tom, Patti Harrison, David Alan Grier, Myra Lucretia Taylor y Pej Vahdat                    |              |                            |                |                           |                           |
| 20 | 10           | «The Big Pump»             | Clea DuVall    | Raphie Cantor             | 26 de junio de 2025       |
| Invitado: Cliff "Method Man" Smith, Jason Ritter, Patti Harrison, Natasha Leggero y Myra Lucretia Taylor                              |              |                            |                |                           |                           |
| 21 | 11           | «Day of the Iguana»        | Ti West        | Andrew Sodroski           | 3 de julio de 2025        |
| Invitado: Justin Theroux, Lili Taylor, Patti Harrison, Haley Joel Osment, Taylor Schilling, Simon Helberg y Rhea Perlman              |              |                            |                |                           |                           |
| 22 | 12           | «The End of the Road»      | Natasha Lyonne | Laura Deeley              | 10 de julio de 2025       |
| Invitado: Justin Theroux, Lili Taylor, Patti Harrison, Haley Joel Osment, Taylor Schilling, Simon Helberg y Rhea Perlman              |              |                            |                |                           |                           |

## Producción
El proyecto se anunció en marzo de 2021, con Rian Johnson como creador, escritor, director y productor ejecutivo. La serie se inspiró en Columbo y se la conoce como "howcatchem" (historia invertida de detectives). Johnson también utilizó otras series y películas como: The Rockford Files, Quantum Leap, Highway to Heaven y The Incredible Hulk como modelo para el tono de la serie. En una entrevista, Johnson comentó que "le interesaba hacer de cada episodio una inmersión antropológica profundizando en un pequeño rincón de Estados Unidos que de otra forma no verías". El 15 de febrero de 2023, Peacock renovó la serie por una segunda temporada.
Durante el anuncio de la serie, también se confirmó a Natasha Lyonne en el papel protagonista. También se confirmó al actor Ron Perlman como Sterling Frost Sr. y al actor Adrien Brody, como Sterling Frost Jr.. En abril de 2022, Benjamin Bratt se unió al proyecto como personaje recurrente, aunque en principio iba a colaborar en un solo episodio.

### Rodaje
Según el director de la Hudson Valley Film Commission, el rodaje se realizó en Newburgh, Nueva York y se desarrolló desde abril hasta octubre de 2022, en localizaciones de todo el valle medio del Hudson. Al menos un episodio de la serie se filmó a finales de agosto de 2022 en Albuquerque, Nuevo México. Las escenas al aire libre se rodaron en Laughlin, Nevada, en septiembre de 2022, y el Riverside Resort Hotel & Casino representa el ficticio Frost Casino.

## Lanzamiento
Poker Face se estrenó el 26 de enero de 2023, con los primeros cuatro capítulos de forma simultánea y el resto semanalmente.
Los derechos de emisión internacionales de la serie están a cargo de Paramount Global Distribution Group. La serie está disponible en Citytv+ en Canadá. En la mayor parte de Europa, la serie se emite en la plataforma de video bajo demanda, SkyShowtime.

## Recepción
| Temporada | Temporada | Rotten Tomatoes    | Metacritic       |
| --------- | --------- | ------------------ | ---------------- |
|           | 1         | 98% (110 críticas) | 84 (44 críticas) |
|           | 2         | 96% (72 críticas)  | 79 (24 críticas) |

Poker Face fue recibida con elogios de la crítica tras su lanzamiento. El sitio web agregador de reseñas, Rotten Tomatoes, informó una calificación de aprobación del 100% con una calificación promedio de 8.5/10, según 49 reseñas de críticos. El consenso de los críticos del sitio web dice: "Con la incomparable Natasha Lyonne como un as bajo la manga, Poker Face es una caja de rompecabezas de ambiciones modestas que trabajan con un mazo completo". Metacritic, que usa un promedio ponderado, asignó una puntuación de 85 de 100 basado en 34 críticos, lo que indica "aclamación universal". En 2023, fue elegida por el American Film Institute como uno de los diez mejores programas de televisión emitidos en el año.

### Premios y nominaciones
| Año  | Premio                                                  | Categoría                                                          | Nominado                                                                      | Resultado | Ref    |
| ---- | ------------------------------------------------------- | ------------------------------------------------------------------ | ----------------------------------------------------------------------------- | --------- | ------ |
| 2023 | Premios TCA                                             | Programa del año                                                   | Poker Face                                                                    | Nominada  | [ 35 ] |
| 2023 | Premios TCA                                             | Mejor nuevo programa                                               | Poker Face                                                                    | Nominada  | [ 35 ] |
| 2023 | Premios TCA                                             | Mejor programa de comedia                                          | Poker Face                                                                    | Nominada  | [ 35 ] |
| 2023 | Premios TCA                                             | Logro individual en comedia                                        | Natasha Lyonne                                                                | Ganadora  | [ 35 ] |
| 2023 | Premios de la Sociedad de Decoradores de Estados Unidos | Logro en un diseño/decorado en una serie de televisión de una hora | Cathy T. Marshall, Elizabeth Eggert y Judy Rhee                               | Nominado  | [ 36 ] |
| 2023 | Premios de la Asociación de Críticos de Hollywood       | Mejor serie de streaming, comedia                                  | Poker Face                                                                    | Nominada  | [ 37 ] |
| 2023 | Premios de la Asociación de Críticos de Hollywood       | Mejor actriz en una serie de streaming, Comedia                    | Natasha Lyonne                                                                | Nominada  | [ 37 ] |
| 2023 | Premios de la Asociación de Críticos de Hollywood       | Mejor actor de reparto en una serie de streaming, Comedia          | Benjamin Bratt                                                                | Nominado  | [ 37 ] |
| 2023 | Premios de la Asociación de Críticos de Hollywood       | Mejor dirección en una serie de streaming, Comedia                 | Rian Johnson (por "Escape from Shit Mountain")                                | Nominado  | [ 37 ] |
| 2023 | Premios de la Asociación de Críticos de Hollywood       | Mejor guion en una serie de streaming, Comedia                     | Rian Johnson (por "Dead Man's Hand")                                          | Nominado  | [ 37 ] |
| 2023 | Premios Primetime Emmy                                  | Mejor actriz principal en una serie de comedia                     | Natasha Lyonne                                                                | Nominada  | [ 38 ] |
| 2023 | Premios Primetime Emmy a las Artes Creativas            | Mejor actriz invitada en una serie de comedia                      | Judith Light                                                                  | Ganadora  | [ 39 ] |
| 2023 | Premios Black Reel                                      | Mejor actriz invitada en una serie de comedia                      | S. Epatha Merkerson                                                           | Nominada  | [ 40 ] |
| 2023 | Premios Black Reel                                      | Mejor actriz invitada en una serie de comedia                      | Lil Rel Howery                                                                | Nominada  | [ 40 ] |
| 2023 | Premios Gotham                                          | Mejor interpretación en una nueva serie                            | Natasha Lyonne                                                                | Nominada  | [ 41 ] |
| 2024 | Premios Globo de Oro                                    | Mejor Actriz - Serie de Televisión Musical o Comedia               | Natasha Lyonne                                                                | Nominada  | [ 42 ] |
| 2024 | Premios de la Crítica Televisiva                        | Mejor serie de comedia                                             | Poker Face                                                                    | Nominada  | [ 43 ] |
| 2024 | Premios de la Crítica Televisiva                        | Mejor actriz en serie de comedia                                   | Natasha Lyonne                                                                | Nominada  | [ 43 ] |
| 2024 | Premios Artios                                          | Mejor excelencia de casting - serie de televisión de comedia       | Mary Vernieu, Bret Howe, Christine Kromer, Angelique Midthunder, Derek Hersey | Nominado  | [ 44 ] |
| 2025 | Premios Primetime Emmy a las Artes Creativas            | Mejor actriz invitada en una serie de comedia                      | Cynthia Erivo                                                                 | Pendiente | [ 45 ] |